# Franz von Retz
Franz von Retz (* um 1343 in Retz, Niederösterreich; † 8. September 1427 in Wien) war ein Dominikaner und Theologe.

## Leben
Zwischen 1365 und 1371 studierte Franz von Retz an der Universität Wien. Nach erfolgreichem Abschluss lehrte er als Sententiarius und wurde später zum Magister und 1388 zum doctor theologiae promoviert. 
Als Herzog Albrecht III. mit Wirkung vom 21. Februar 1384 die Katholisch-Theologische Fakultät der Universität Wien gründete, berief er Franz von Retz zusammen mit Heinrich von Langenstein und Heinrich Totting von Oyta als Dozenten. Bis 1424 lehrte er an der Universität Wien und war fünfmal Dekan der Theologischen Fakultät. Er war Lehrer von Johannes Nider. 
Franz von Retz reformierte den Dominikanerorden in Deutschland und orientierte sich dabei u. a. an den Theorien von Raimund von Capun. Er fungierte auch mehrere Male als Sprecher der Universität (Verhandlungsführer) gegenüber dem Landesherren. Er wird als dritter Stifter des Dominikanerkonvents in Retz angesehen. Er war auch Generalvikar der österreichischen und reformierten ungarischen Klöster. 
Gemeinsam mit Petrus Deckinger vertrat er 1409 die Universität auf dem Konzil von Pisa und wirkte bei den Vorbereitungen des Konzils von Konstanz mit.
1427 starb er im Rufe der Heiligkeit.

## Werke
Sie liegen meist nur handschriftlich vor und sind praktisch orientiert.
- Comestorium vitiorum. Nürnberg 1470
- Comestorium beatae Virginis
- Kommentare zu Proverbia, Pater noster, Ave Maria und Salve Regina.
- Defensorium inviolatae perpetuaeque virginitatis castissimae genetricis Mariae. Basel 1487/88